# Список космических запусков СССР в 1977 году
Список космических запусков СССР в 1977 году
| Дата        | Ракета-носитель | Полезная нагрузка (тип)             | Космодром / Стартовый комплекс | SCD/NSSDC ID                          | Результат       |
| ----------- | --------------- | ----------------------------------- | ------------------------------ | ------------------------------------- | --------------- |
| 6 января    | Союз-У          | Космос-888 (Зенит-4МК)              | Байконур Пл. 31                | 09658 / 1977-001A                     | Успех           |
| 7 января    | Восток-2М       | Метеор-2-02 (Метеор-2)              | Плесецк 43/3                   | 09661 / 1977-002A                     | Успех           |
| 20 января   | Союз-У          | Космос-889 (Зенит-2М)               | Байконур Пл. 31                | 09735 / 1977-003A                     | Успех           |
| 20 января   | Космос-3М       | Космос-890 (Залив)                  | Плесецк 132/1                  | 09737 / 1977-004A                     | Успех           |
| 2 февраля   | Космос-3М       | Космос-891 (Вектор)                 | Плесецк 132/2                  | 09801 / 1977-006A                     | Успех           |
| 7 февраля   | Союз-У          | Союз-24 (Союз 7К-7(А9))             | Байконур Пл. 1                 | 09804 / 1977-008A                     | Успех           |
| 9 февраля   | Союз-У          | Космос-892 (Зенит-4МК)              | Плесецк 43/3                   | 09812 / 1977-009A                     | Успех           |
| 11 февраля  | Молния-М        | Молния-2-17 (Молния-2)              | Плесецк 43/4                   | 09829 / 1977-010A                     | Успех           |
| 15 февраля  | Космос-3М       | Космос-893 (Стрела-1)               | Плесецк 132/2                  | 09833 / 1977-011A — 09840 / 1977-011H | Частичный успех |
| 21 февраля  | Космос-3М       | Космос-894 (Парус)                  | Плесецк 132/1                  | 09846 / 1977-013A                     | Успех           |
| 22 февраля  | Союз-У          | Зенит-4МК                           | Байконур Пл. 31                |                                       | Неудача         |
| 27 февраля  | Восток-2М       | Космос-895 (Целина-Д)               | Плесецк 43/4                   | 09853 / 1977-015A                     | Успех           |
| 3 марта     | Союз-У          | Космос-896 (Зенит-6)                | Плесецк 43/3                   | 09857 / 1977-016A                     | Успех           |
| 10 марта    | Союз-У          | Космос-897 (Зенит-4МК)              | Плесецк 43/3                   | 09860 / 1977-017A                     | Успех           |
| 17 марта    | Союз-У          | Космос-898 (Зенит-2М)               | Плесецк 43/3                   | 09871 / 1977-020A                     | Успех           |
| 24 марта    | Молния-М        | Молния-1-36 (Молния-1+)             | Плесецк 43/4                   | 09880 / 1977-021A                     | Успех           |
| 25 марта    | Космос-3М       | Космос-899 (Целина-О)               | Плесецк 132/2                  | 09883 / 1977-022A                     | Успех           |
| 30 марта    | Космос-3М       | Космос-900 (АУОС-3-Р-О Овал)        | Плесецк 132/2                  | 09898 / 1977-023A                     | Успех           |
| 5 апреля    | Восток-2М       | Метеор-1-27 (Метеор-МВ)             | Плесецк                        | 09903 / 1977-024A                     | Успех           |
| 5 апреля    | Космос-2        | Космос-901 (ДС-П1-И № 18)           | Плесецк 133/1                  | 09905 / 1977-025A                     | Успех           |
| 7 апреля    | Союз-У          | Космос-902 (Зенит-4МК)              | Плесецк 43/4                   | 09908 / 1977-026A                     | Успех           |
| 11 апреля   | Молния-М        | Космос-903 (Око)                    | Плесецк 43/3                   | 09911 / 1977-027A                     | Успех           |
| 20 апреля   | Союз-У          | Космос-904 (Зенит-2М)               | Байконур Пл. 31                | 09930 / 1977-028A                     | Успех           |
| 26 апреля   | Союз-У          | Космос-905 (Янтарь-2К)              | Плесецк 43/3                   | 09937 / 1977-030A                     | Успех           |
| 27 апреля   | Космос-3М       | Космос-906 (Ромб)                   | Капустин Яр 107/1              | 09938 / 1977-031A                     | Успех           |
| 28 апреля   | Молния-М        | Молния-3-07 (Молния-3)              | Плесецк 43/4                   | 09941 / 1977-032A                     | Успех           |
| 5 мая       | Союз-У          | Космос-907 (Зенит-4МК)              | Плесецк 43/3                   | 09944 / 1977-033A                     | Успех           |
| 17 мая      | Союз-У          | Космос-908 (Зенит-4МК)              | Байконур Пл. 31                | 10007 / 1977-035A                     | Успех           |
| 19 мая      | Космос-3М       | Космос-909 (ИС-М)                   | Плесецк 132/2                  | 10010 / 1977-036A                     | Успех           |
| 23 мая      | Циклон-2        | Космос-910 (ИС-А)                   | Байконур 90                    | 10014 / 1977-037A                     | Успех           |
| 25 мая      | Космос-3М       | Космос-911 (Сфера)                  | Плесецк 132/2                  | 10019 / 1977-039A                     | Успех           |
| 26 мая      | Союз-У          | Космос-912 (Фрам)                   | Плесецк 43/4                   | 10021 / 1977-040A                     | Успех           |
| 30 мая      | Космос-3М       | Космос-913 (Ромб)                   | Плесецк 132/1                  | 10028 / 1977-042A                     | Успех           |
| 31 мая      | Союз-У          | Космос-914 (Зенит-2М)               | Байконур Пл. 31                | 10030 / 1977-043A                     | Успех           |
| 8 июня      | Союз-У          | Космос-915 (Зенит-4МК)              | Плесецк 43/4                   | 10038 / 1977-045A                     | Успех           |
| 10 июня     | Союз-У          | Космос-916 (Орион)                  | Плесецк 43/3                   | 10040 / 1977-046A                     | Успех           |
| 16 июня     | Молния-М        | Космос-917 (Око)                    | Плесецк 43/3                   | 10059 / 1977-047A                     | Успех           |
| 17 июня     | Космос-3М       | СНЕГ-3 (Signe 3)                    | Капустин Яр 107/1              | 10064 / 1977-049A                     | Успех           |
| 17 июня     | Циклон-2        | Космос-918 (ИС)                     | Байконур 90                    | 10065 / 1977-050A                     | Успех           |
| 18 июня     | Космос-2        | Космос-919 (ДС-П1-И № 19)           | Плесецк 133/1                  | 10070 / 1977-051A                     | Успех           |
| 22 июня     | Союз-У          | Космос-920 (Зенит-4МК)              | Байконур Пл. 31[уточнить]      | 10086 / 1977-052A                     | Успех           |
| 24 июня     | Молния-М        | Молния-1-37 (Молния-1+)             | Байконур Пл. 1[уточнить]       | 10092 / 1977-054A                     | Успех           |
| 24 июня     | Циклон-3        | Космос-921 (Океан-Е)                | Плесецк 32/2                   | 10095 / 1977-055A                     | Успех           |
| 29 июня     | Восток-2М       | Метеор-1-28 (Метеор-Природа)        | Байконур Пл. 31                | 10113 / 1977-057A                     | Успех           |
| 30 июня     | Союз-У          | Космос-922 (Зенит-2М)               | Плесецк 43/4                   | 10115 / 1977-058A                     | Успех           |
| 1 июля      | Космос-3М       | Космос-923 (Стрела-2)               | Плесецк 132/1                  | 10120 / 1977-059A                     | Успех           |
| 4 июля      | Космос-3М       | Космос-924 (Целина-О)               | Плесецк 132/2                  | 10129 / 1977-060A                     | Успех           |
| 7 июля      | Восток-2М       | Космос-925 (Целина-Д)               | Плесецк 43/4                   | 10134 / 1977-061A                     | Успех           |
| 8 июля      | Космос-3М       | Космос-926 (Цикада)                 | Плесецк 132/1                  | 10137 / 1977-062A                     | Успех           |
| 12 июля     | Союз-У          | Космос-927 (Зенит-4МК)              | Плесецк 43/4                   | 10139 / 1977-063A                     | Успех           |
| 13 июля     | Космос-3М       | Космос-928 (Парус)                  | Плесецк 132/1                  | 10141 / 1977-064A                     | Успех           |
| 17 июля     | Протон-К        | Космос-929 (ТКС № 16101)            | Байконур 81/24                 | 10146 / 1977-066A                     | Успех           |
| 19 июля     | Космос-3М       | Космос-930 (Вектор)                 | Плесецк 132/2                  | 10149 / 1977-067A                     | Успех           |
| 20 июля     | Молния-М        | Космос-931 (Око)                    | Плесецк 43/4                   | 10150 / 1977-068A                     | Успех           |
| 20 июля     | Союз-У          | Космос-932 (Зенит-4МК)              | Байконур Пл. 31[уточнить]      | 10153 / 1977-069A                     | Успех           |
| 22 июля     | Космос-3М       | Космос-933 (Вектор)                 | Плесецк 132/2                  | 10157 / 1977-070A                     | Успех           |
| 23 июля     | Протон-К/ДМ     | Радуга-03 (Грань)                   | Байконур ПУ № 200/40           | 10159 / 1977-071A                     | Успех           |
| 27 июля     | Союз-У          | Космос-934 (Зенит-6)                | Плесецк 43/4                   | 10164 / 1977-072A                     | Успех           |
| 29 июля     | Союз-У          | Космос-935 (Зенит-2М)               | Плесецк 43/4                   | 10168 / 1977-073A                     | Успех           |
| 3 августа   | Союз-У          | Космос-936 (Бион)                   | Плесецк 43/3                   | 10172 / 1977-074A                     | Успех           |
| 4 августа   | Протон-К        | ТКС ВА ЛВИ-2 (два аппарата)         | Байконур 81/24                 |                                       | Неудача         |
| 10 августа  | Союз-У          | Зенит-4МКМ                          | Байконур Пл. 31                |                                       | Неудача         |
| 24 августа  | Циклон-2        | Космос-937 (УС-П)                   | Байконур 90                    | 10278 / 1977-077A                     | Успех           |
| 24 августа  | Союз-У          | Космос-938 (Зенит-4МК)              | Плесецк 43/4                   | 10281 / 1977-078A                     | Успех           |
| 24 августа  | Космос-3М       | Космос-939 — Космос-946 (Стрела-1М) | Плесецк 132/1                  | 10282 / 1977-079A — 10289 / 1977-079H | Успех           |
| 27 августа  | Союз-У          | Космос-947 (Зенит-2М)               | Плесецк 43/3                   | 10299 / 1977-081A                     | Успех           |
| 30 августа  | Молния-М        | Молния-1-38 (Молния-1+)             | Плесецк 43/3                   | 10315 / 1977-082A                     | Успех           |
| 2 сентября  | Союз-У          | Космос-948 (Фрам)                   | Плесецк 43/4                   | 10319 / 1977-083A                     | Успех           |
| 6 сентября  | Союз-У          | Космос-949 (Янтарь-2К, 11Ф624)      | Плесецк 43/3                   | 10326 / 1977-085A                     | Успех           |
| 13 сентября | Союз-У          | Космос-950 (Зенит-2М)               | Плесецк 43/3                   | 10351 / 1977-086A                     | Успех           |
| 13 сентября | Космос-3М       | Космос-951 (Парус)                  | Плесецк 132/1                  | 10352 / 1977-087A                     | Успех           |
| 16 сентября | Циклон-2        | Космос-952 (УС-А)                   | Байконур 90                    | 10358 / 1977-088A                     | Успех           |
| 16 сентября | Союз-У          | Космос-953 (Зенит-4МКМ)             | Плесецк 43/3                   | 10359 / 1977-089A                     | Успех           |
| 18 сентября | Циклон-2        | Космос-954 (УС-А)                   | Байконур 90                    | 10361 / 1977-090A                     | Успех           |
| 20 сентября | Восток-2М       | Космос-955 (Целина-Д)               | Плесецк 43/4                   | 10362 / 1977-091A                     | Успех           |
| 20 сентября | Протон-К/ДМ     | Экран-02 (Экран)                    | Байконур ПУ № 200/40           | 10365 / 1977-092A                     | Успех           |
| 22 сентября | Молния-М        | Прогноз-6 (СО-М)                    | Байконур Пл. 31                | 10370 / 1977-093A                     | Успех           |
| 24 сентября | Циклон-3        | Космос-956 (Океан-Е)                | Плесецк 32/2                   | 10375 / 1977-095A                     | Успех           |
| 24 сентября | Космос-3М       | Интеркосмос-17 (АУОС-З-Р-ИК)        | Плесецк 132/1                  | 10376 / 1977-096A                     | Успех           |
| 29 сентября | Протон-К        | Салют-6 (ДОС-5)                     | Байконур 81/24                 | 10382 / 1977-097A                     | Успех           |
| 30 сентября | Союз-У          | Космос-957 (Зенит-4МКМ)             | Байконур Пл. 31[уточнить]      | 10385 / 1977-098A                     | Успех           |
| 9 октября   | Союз-У          | Союз-25 (Союз 7К-Т)                 | Байконур Пл. 1                 | 10401 / 1977-099A                     | Успех           |
| 11 октября  | Союз-У          | Космос-958 (Зенит-6)                | Плесецк 43/4                   | 10403 / 1977-100A                     | Успех           |
| 21 октября  | Космос-3М       | Космос-959 (ИС-М)                   | Плесецк 132/1                  | 10419 / 1977-101A                     | Успех           |
| 25 октября  | Космос-3М       | Космос-960 (Целина-О)               | Плесецк 132/1[уточнить]        | 10430 / 1977-103A                     | Успех           |
| 26 октября  | Циклон-2        | Космос-959 (ИС)                     | Байконур 90                    | 10434 / 1977-104A                     | Успех           |
| 28 октября  | Молния-М        | Молния-3-08 (Молния-3)              | Плесецк 43/3                   | 10455 / 1977-105A                     | Успех           |
| 28 октября  | Космос-3М       | Космос-962 (Залив)                  | Плесецк 132/1                  | 10459 / 1977-107A                     | Успех           |
| 24 ноября   | Космос-3М       | Космос-963 (Сфера)                  | Плесецк 132/1                  | 10491 / 1977-109A                     | Успех           |
| 29 ноября   | Космос-3М       | Цикада                              | Плесецк 132/1                  |                                       | Неудача         |
| 4 декабря   | Союз-У          | Космос-964 (Зенит-4МКМ)             | Плесецк 43/4                   | 10498 / 1977-110A                     | Успех           |
| 8 декабря   | Космос-3М       | Космос-965 (Ромб)                   | Плесецк 132/2                  | 10501 / 1977-111A                     | Успех           |
| 10 декабря  | Союз-У          | Союз-26 (Союз 7К-Т)                 | Байконур Пл. 1                 | 10506 / 1977-113A                     | Успех           |
| 12 декабря  | Союз-У          | Космос-966 (Зенит-2М)               | Байконур Пл. 31                | 10510 / 1977-115A                     | Успех           |
| 13 декабря  | Космос-3М       | Космос-967 (ИС-М)                   | Плесецк 132/1                  | 10512 / 1977-116A                     | Успех           |
| 14 декабря  | Восток-2М       | Метеор-2-03 (Метеор-2)              | Плесецк 43/4                   | 10514 / 1977-117A                     | Успех           |
| 16 декабря  | Космос-3М       | Космос-968 (Стрела-2)               | Плесецк 132/1                  | 10520 / 1977-119A                     | Успех           |
| 20 декабря  | Союз-У          | Космос-969 (Зенит-4МКМ)             | Плесецк 43/4                   | 10527 / 1977-120A                     | Успех           |
| 21 декабря  | Циклон-2        | Космос-970 (ИС)                     | Байконур 90                    | 10531 / 1977-121A                     | Успех           |
| 23 декабря  | Космос-3М       | Космос-971 (Парус)                  | Плесецк 132/1                  | 10536 / 1977-122A                     | Успех           |
| 27 декабря  | Циклон-3        | Космос-972 (Океан-Е)                | Плесецк 32/2                   | 10539 / 1977-123A                     | Успех           |
| 27 декабря  | Союз-У          | Космос-973 (Зенит-2М)               | Байконур Пл. 31[уточнить]      | 10540 / 1977-124A                     | Успех           |

## Статистика
Количество запусков: 102
Успешных запусков: 98
| Ракета-носитель | Число стартов | Неудачи | Примечания |
| --------------- | ------------- | ------- | ---------- |
| Союз-У          | 39            | 2       |            |
| Восток-2М       | 7             | 0       |            |
| Молния-М        | 10            | 0       |            |
| Космос-3М       | 29            | 1       |            |
| Космос-2        | 2             | 0       |            |
| Циклон-2        | 7             | 0       |            |
| Циклон-3        | 3             | 0       |            |
| Протон-К        | 5             | 1       |            |

| Космодром   | Число стартов | Неудачи | Примечания |
| ----------- | ------------- | ------- | ---------- |
| Байконур    | 30            | 3       |            |
| Плесецк     | 70            | 1       |            |
| Капустин Яр | 2             | 0       |            |

## Прочие события
| Дата        | Событие |
| ----------- | --- |
| 2 февраля   | Прекратила существование, войдя в плотные слои земной атмосферы, орбитальная станция «Салют-4». |
| 8 февраля   | Осуществлена стыковка космического корабля «Союз-24» и орбитальной станции «Салют-5». |
| 9 февраля   | Космонавты Виктор Васильевич Горбатко и Юрий Николаевич Глазков, после проведения подготовительных работ, перешли из корабля «Союз-24» на борт орбитальной станции «Салют-5» и приступили к выполнению программы полета. |
| 25 февраля  | Осуществлена расстыковка космического корабля «Союз-24» и орбитальной станции «Салют-5». |
| 25 февраля  | 10:38. В 36 километрах северо-восточнее города Аркалык совершил мягкую посадку спускаемый аппарат космического корабля «Союз-24». На Землю возвратились космонавты Виктор Васильевич Горбатко и Юрий Николаевич Глазков. Продолжительность полета составила 17 дней 17 часов 25 минут 58 секунд. |
| 26 февраля  | От орбитальной станции «Салют-5» произведено отделение возвращаемого аппарата с материалами исследований и экспериментов. В расчетное время сработала его тормозная установка и парашютная система. Приземление возвращаемого аппарата произошло в заданном районе территории СССР. |
| 1 марта     | Присуждены золотые медали имени К. Э. Циолковского: Константину Давыдовичу Бушуеву за научно-техническое руководство с советской стороны совместным полетом космических кораблей «Союз» и «Аполлон»; Георгию Михайловичу Гречко и Алексею Александровичу Губареву за успешное осуществление одномесячного полета на орбитальной станции «Салют-4»; Петру Ильичу Климуку за успешное осуществление полета на космическом корабле «Союз-13» и двухмесячного полета на станции «Салют-4». |
| 5 марта     | Президиум Верховного Совета СССР принял указ о награждении Героя Советского Союза летчика-космонавта СССР Виктора Васильевича Горбатко орденом Ленина и второй медалью «Золотая Звезда». Президиум Верховного Совета СССР принял указы о присвоения звания Героя Советского Союза и звания «Летчик-космонавт СССР» Юрию Николаевичу Глазкову. |
| 18 мая      | В Женеве (Швейцария) подписано соглашение между СССР и США о сотрудничестве в исследовании и использовании космического пространства в мирных целях. |
| 13 июля     | Президиум Верховного Совета СССР ратифицировал конвенцию о регистрации объектов, запускаемых в космическое пространство, подписанную от имени Советского Союза в Нью-Йорке (США) 17 июня 1975 года. |
| 8 августа   | Завершился полет орбитальной станции «Салют-5». В соответствии с программой полета по командам с Земли она была сориентирована в пространстве и в расчетное время включена её двигательная установка. В результате торможения станция перешла на траекторию спуска, вошла в плотные слои атмосферы над заданным районом Тихого океана и прекратила существование. |
| 30 августа  | С космодрома Капустин Яр. Пуск геофизической ракеты «Вертикаль-5». На борту ракеты была установлена аппаратура, изготовленная в Польше, СССР и Чехословакии и предназначенная для исследования коротковолнового излучения солнечной короны и метеорного вещества. Головная часть ракеты достигла высоты 500 километров, после чего совершила посадку на Землю. |
| 15 сентября | В Москве подписано соглашение между правительством СССР и международной организацией космической связи «Интерспутник» по вопросам, связанным с местом пребывания в СССР организации «Интерспутник». |
| 15 сентября | В Москве представителями совета «Интеркосмос» при АН СССР и Шведского управления по космической деятельности подписан меморандум о продолжении сотрудничества двух стран в области исследования космического пространства. |
| 10 октября  | Предпринята попытка стыковки космического корабля «Союз-25» и орбитальной станции «Салют-6». Из-за отклонений от предусмотренного режима причаливания, стыковка была отменена и космонавты получили команду на досрочное прекращение полета и возвращение на Землю. |
| 11 октября  | 03:26. В 185 километрах северо-западнее Целинограда совершил посадку спускаемый аппарат советского космического корабля «Союз-25». Космонавты возвратились на Землю. Продолжительность полета составила 2 дня 44 минуты 45 секунд. |
| 11 октября  | В Москве состоялось торжественное собрание, посвященное 20-летию запуска первого в мире искусственного спутника Земли. |
| 20 октября  | Президиум Верховного Совета СССР принял указ о награждении Государственного музея истории космонавтики имени К. Э. Циолковского орденом Трудового Красного Знамени. |
| 25 октября  | С космодрома Капустин Яр осуществлен пуск геофизической ракеты «Вертикаль-6». На борту ракеты была установлена аппаратура, изготовленная в Венгрии, Болгарии, СССР и Чехословакии и предназначенная для комплексных исследований параметров верхней атмосферы и ионосферы Земли, а также взаимодействия коротковолнового излучения Солнца с атмосферой Земли. Головная часть ракеты достигла высоты 1500 километров, после чего возвратилась на Землю.                                 |
| 15 ноября   | Президиум Верховного Совета СССР принял указы о присвоении звания «Летчик-космонавт СССР» Владимиру Васильевичу Коваленку и Валерию Викторовичу Рюмину. Президиум Верховного Совета СССР принял указы о награждении обоих летчиков-космонавтов СССР орденами Ленина. |
| 11 декабря  | 03:02. Осуществлена стыковка космического корабля «Союз-26» и орбитальной станции «Салют-6». После проверки герметичности стыковочного узла космонавты Юрий Викторович Романенко и Георгий Михайлович Гречко перешли на борт станции и приступили к выполнению программы научных исследований и экспериментов. |
| 23 декабря  | На борту орбитальной станции «Салют-6» впервые в практике космических полетов проведено комплексное обследование системы кровообращения у космонавтов Юрия Викторовича Романенко и Георгия Михайловича Гречко. Оно осуществлялось с помощью аппаратуры «Полинем-2М», «Реошраф», «Бета» с регистрацией реограммы, баллистокардиограммы и других показателей. |